# Elmar Kolb (Politiker, 1935)
Elmar Kolb (* 4. September 1935; † 1. Januar 2017) war ein deutscher Kommunalpolitiker (CDU).

## Leben
Kolb studierte Rechts- und Staatswissenschaften. Nach dem zweiten juristischen Staatsexamen wurde er Leitender Postdirektor bei der Deutschen Bundespost und Chef des Postamtes in Karlsruhe. 1970 wurde er an der Julius-Maximilians-Universität Würzburg zum Doktor der Rechte promoviert.
Kolb war Mitglied der CDU. Er war Mitglied des Ortschaftsrats des Karlsruher Stadtteils Durlach. Von 1975 bis 1986 war er Mitglied des Gemeinderats von Karlsruhe.
1986 wurde Kolb vom Gemeinderat zum Bürgermeister von Karlsruhe gewählt. 1996 wurde er als Nachfolger von Erwin Sack zum Ersten Bürgermeister und Stellvertreter des Oberbürgermeisters von Karlsruhe gewählt. Er amtierte bis zu seinem Eintritt in den Ruhestand 2000; ihm folgte Siegfried König nach.
2000 erhielt Kolb die Ehrenmedaille der Stadt Karlsruhe. Außerdem wurde ihm das Bundesverdienstkreuz verliehen.

## Werke
- Der gesellschaftsrechtliche Gehalt der kartellrechtlichen Bestimmungen im Gesetz gegen Wettbewerbsbeschränkungen. Würzburg 1970.